# Álvaro Fidalgo
Álvaro Fidalgo Fernández (Hevia, España; 9 de abril de 1997) es un futbolista español, naturalizado mexicano, que juega en la posición de mediocampista en el Club América de la Liga MX.

## Trayectoria

### Real Madrid C. F.
Natural de Hevia, es un centrocampista formado en la cantera del Condal de Noreña, Real Oviedo y Sporting de Gijón, antes de ingresar en 2012 en la cantera del Real Madrid C. F. para formar parte del Cadete "A". Ya en 'la Fábrica' llegó a codearse con los mejores de Europa de su edad disputando la Liga Juvenil de la UEFA y siendo relevante en el equipo de división de honor jugando tanto de mediapunta como en el centro del campo.

### Club de Fútbol Rayo Majadahonda
Para el año 2016 pasaría a formar parte del Real Madrid Castilla Club de Fútbol, sin embargo, sería cedido a las filas del Club de Fútbol Rayo Majadahonda donde debutaría el 20 de agosto de 2016. Disputó 33 partidos a lo largo de la temporada 2016-17 en la Segunda División B siendo uno de los jugadores más destacados del equipo madrileño pese a contar con tan solo 20 años.

### Real Madrid Castilla C. F.
Después regresó al Real Madrid Castilla Club de Fútbol para ser un pilar fundamental del filial madridista, ya que durante la temporada 2017-18 jugó 26 partidos anotando cuatro goles. En la campaña 2018-19 jugaría las 38 jornadas de liga y dos partidos de la promoción a Segunda División, anotando cinco goles y dando cuatro asistencias; además de que Santiago Solari lo debutaría el 6 de diciembre de 2018 con el primer equipo del Real Madrid en la Copa del Rey frente a la Unión Deportiva Melilla.
Durante la temporada 2019-20 sería el capitán del Real Madrid Castilla Club de Fútbol dirigido por Raúl González con el que disputó 25 partidos en los que anotó seis tantos y repartió tres asistencias.

### C. D. Castellón
El 25 de agosto de 2020 firmó por tres temporadas con el C. D. Castellón de la Segunda División jugando solamente 1 temporada y marcando únicamente una asistencia con el equipo español.

### Club América
El 1 de febrero de 2021 el Club América de la Liga MX se hizo de sus servicios el último día de registro de jugadores, esto a petición del técnico del equipo Santiago Solari, quien tuvo gran importancia en las negociaciones para la llegada del jugador procedente del C. D. Castellón. El 2 de junio de 2021, el equipo mexicano lo adquiere en propiedad. Marcó su primer gol con esta escuadra el 31 de julio del 2021 frente al Club Necaxa en duelo de la jornada 2.Fue parte fundamental del equipo para lograr la consagración del tricampeonato en los torneos Apertura 2023, Clausura 2024 y Apertura 2024, consiguiendo así también el trofeo Campeón de Campeones.

## Estadísticas

### Clubes
Actualizado al último partido jugado el 31 de mayo de 2025.
| Club                                | Div.          | Temporada     | Liga  | Liga  | Liga   | Copas nacionales | Copas nacionales | Copas nacionales | Copas internacionales | Copas internacionales | Copas internacionales | Total | Total | Total  | Media goleadora |
| Club                                | Div.          | Temporada     | Part. | Goles | Asist. | Part.            | Goles            | Asist.           | Part.                 | Goles                 | Asist.                | Part. | Goles | Asist. | Media goleadora |
| ----------------------------------- | ------------- | ------------- | ----- | ----- | ------ | ---------------- | ---------------- | ---------------- | --------------------- | --------------------- | --------------------- | ----- | ----- | ------ | --------------- |
| C. F. Majadahonda · España          |               |               |       |       |        |                  |                  |                  |                       |                       |                       |       |       |        |                 |
| 3.ª                                 | 2016-17       | 33            | 0     | 0     | —      | —                | —                | —                | —                     | —                     | 33                    | 0     | 0     | 0.00   |                 |
| Total club                          | Total club    | 33            | 0     | 0     | 0      | 0                | 0                | 0                | 0                     | 0                     | 33                    | 0     | 0     | 0.00   |                 |
| Real Madrid Castilla C. F. · España |               |               |       |       |        |                  |                  |                  |                       |                       |                       |       |       |        |                 |
| 3.ª                                 | 2017-18       | 26            | 4     | 1     | —      | —                | —                | —                | —                     | —                     | 26                    | 4     | 1     | 0.15   |                 |
| 3.ª                                 | 2018-19       | 40            | 5     | 4     | —      | —                | —                | —                | —                     | —                     | 40                    | 5     | 4     | 0.12   |                 |
| 3.ª                                 | 2019-20       | 25            | 6     | 3     | —      | —                | —                | —                | —                     | —                     | 25                    | 6     | 3     | 0.24   |                 |
| Total club                          | Total club    | 91            | 15    | 8     | 0      | 0                | 0                | 0                | 0                     | 0                     | 91                    | 15    | 8     | 0.16   |                 |
| Real Madrid C. F. · España          |               |               |       |       |        |                  |                  |                  |                       |                       |                       |       |       |        |                 |
| 1.ª                                 | 2018-19       | 0             | 0     | 0     | 1      | 0                | 0                | —                | —                     | —                     | 1                     | 0     | 0     | 0.00   |                 |
| Total club                          | Total club    | 0             | 0     | 0     | 1      | 0                | 0                | 0                | 0                     | 0                     | 1                     | 0     | 0     | 0.00   |                 |
| C. D. Castellón · España            |               |               |       |       |        |                  |                  |                  |                       |                       |                       |       |       |        |                 |
| 2.ª                                 | 2020-21       | 22            | 0     | 1     | 1      | 0                | 0                | —                | —                     | —                     | 23                    | 0     | 1     | 0.00   |                 |
| Total club                          | Total club    | 22            | 0     | 1     | 1      | 0                | 0                | 0                | 0                     | 0                     | 23                    | 0     | 1     | 0.00   |                 |
| C. América · México                 |               |               |       |       |        |                  |                  |                  |                       |                       |                       |       |       |        |                 |
| 1.ª                                 | 2021          | 12            | 0     | 4     | —      | —                | —                | 4                | 0                     | 1                     | 16                    | 0     | 5     | 0.00   |                 |
| 1.ª                                 | 2021-22       | 39            | 6     | 1     | —      | —                | —                | 3                | 0                     | 0                     | 42                    | 6     | 1     | 0.14   |                 |
| 1.ª                                 | 2022-23       | 41            | 3     | 8     | —      | —                | —                | —                | —                     | —                     | 41                    | 3     | 8     | 0.07   |                 |
| 1.ª                                 | 2023-24       | 41            | 2     | 6     | —      | —                | —                | 12               | 0                     | 0                     | 53                    | 2     | 6     | 0.03   |                 |
| 1.ª                                 | 2024-25       | 42            | 8     | 9     | 1      | 0                | 0                | 8                | 2                     | 0                     | 51                    | 10    | 9     | 0.19   |                 |
| Total club                          | Total club    | 175           | 19    | 28    | 1      | 0                | 0                | 27               | 2                     | 1                     | 203                   | 21    | 29    | 0.10   |                 |
| Total carrera                       | Total carrera | Total carrera | 321   | 34    | 37     | 3                | 0                | 0                | 27                    | 2                     | 1                     | 351   | 36    | 38     | 0.10            |
| 1. 2. 3.                            |               |               |       |       |        |                  |                  |                  |                       |                       |                       |       |       |        |                 |

### Resumen estadístico
|                       | Partidos | Goles | Promedio |
| --------------------- | -------- | ----- | -------- |
| Liga                  | 321      | 34    | 0.09     |
| Copas nacionales      | 3        | 0     | 0.00     |
| Copas internacionales | 27       | 2     | 0.07     |
| Total                 | 351      | 36    | 0.10     |

## Palmarés

### Títulos nacionales
| Título                  | Club         | País   | Año  |
| ----------------------- | ------------ | ------ | ---- |
| Primera División        | Club América | México | 2023 |
| Primera División        | Club América | México | 2024 |
| Campeón de Campeones    | Club América | México | 2024 |
| Supercopa de la Liga MX | Club América | México | 2024 |
| Primera División        | Club América | México | 2024 |

### Distinciones individuales
| Distinción                                               | Año  |
| -------------------------------------------------------- | ---- |
| Mejor XI de la Liga MX                                   | 2021 |
| Equipo del Torneo de la Liga de Campeones de la Concacaf | 2021 |
| Liga MX All-Star                                         | 2022 |
| Liga MX All-Star                                         | 2024 |